# دامب (أغنية)
«دامب» (بالإنجليزية: Dumb)‏ هي أغنية لفرقة الروك الأمريكية نيرفانا. وهي الأغنية السادسة من ألبوم الإستديو الثالث للفرقة إن يوتيرو الذي أصدرته الفرقة في 1993.

## التأليف والتلقي النقدي
كتب كيرت كوبين أغنية «دامب» في صيف عام 1990. قام كوبين بأداء الأغنية للمرة الأولى بتاريخ 25 سبتمبر 1990, عندما قام بأدائها نسخة صوتية بمفرده على برنامج إذاعي جرى بثه على محطة (KAOS) في مدينة أولمبيا بولاية واشنطن. عزفت الفرقة النسخة الأولى الحية من الأغنية في مقهى (Off Ramp Café) الواقع بسياتل بتاريخ 25 نوفمبر 1990.
تم إصدار الأغنية بشكل رسمي في شهر سبتمبر من عام 1993 على ألبوم إن يوتيرو وهو ألبوم الاستيديو الثالث للفرقة. قام بتسجيل الألبوم للفرقة ستيف ألبيني باستديوهات (Pachyderm) في كانون فولز بولاية مينيسوتا في فبراير 1993، بالاشتراك مع كيرا شايلي على التشيلو في أغنية «دامب» وأغنية «أول أبولوجيز». وأشار كوبين للأغنيتين كمثال على النوع من الأغاني التي تمنى لو أدرجها في الألبومات السابقة للفرقة، وشرح أن استخدام كلمة «سعيد» في هذه الأغنية كان «حركة لطيفة» على الأشياء السلبية التي قامت الفرقة بعملها فيما سبق.